# Daramus vicinus
Daramus vicinus är en skalbaggsart. Daramus vicinus ingår i släktet Daramus och familjen långhorningar.

## Underarter
Arten delas in i följande underarter:
- D. v. vicinus
- D. v. namibianus